# Kovács József (politikus, 1922–2004)
Kovács József (Bögöte, 1922., április 4. - Keszthely, 2004. január 31.) gépésztechnikus, a Demokrata Néppárt országgyűlési képviselője.

## Élete

### Gyermek- és ifjúkora
A géplakatos és gazdálkodó Kovács József és Stahl Anna első gyermeke, még három húga született. Római katolikus vallásban nevelkedett. Az elemi iskolát szülőfalujában, Bögötén végezte, majd a szombathelyi  premontrei gimnáziumban tanult, ahol 1940-ben tette le az érettségi vizsgáját. Később 1964-ben a székesfehérvári Gépipari Technikumban gépésztechnikusi képesítést szerzett. 1947-től a Vas vármegyei törvényhatóságnál mint vármegyei tisztviselő dolgozott.

### Politikai pályája és a kiépülő diktatúra
1945-ben belépett a  Független Kisgazdapártba. 1947 áprilisáig, a pártból való kilépéséig az FKGP Szentgotthárd járási titkára volt. Kilépése után a Demokrata Néppárthoz csatlakozott. Az 1947. augusztus 31-i országgyűlési választásokon Vas vármegyében szerzett mandátumot. Mikor a kiépülő diktatúrában a DNP frakciója megszűnt, és a párt beszüntette működését, több képviselő társát követve maga is megkísérelte elhagyni az országot. Sopronnál azonban az ÁVH letartóztatta. Mentelmi jogát felfüggesztve "hűtlenséggel és külföldi fizetési eszközökkel elkövetett többrendbeli bűncselekménnyel" vádolták meg. 1949 májusában a bíróság "hazaárulás" vádjával tíz és fél éves büntetésre ítélték. Több helyszínen, a hírhedt Andrássy út 60. szám alatt, a Markó utcai fogházban, a Gyűjtőfogházban és Márianosztrán raboskodott valamint KÖMI-munkatáborban dolgoztatták. 1954-ben szabadult.
Az 1956-os forradalom idején a Demokrata Néppárt újjászervezési kísérletében nem vett részt.
Szabadulása után 1955-1969 között segédmunkás, majd egy budapesti gyár gépésztechnikusa lett. Később 1975-ig Keszthelyen a Vendéglátóipari Szakközépiskola, 1982-es nyugdíjazásáig pedig a Tatabányai Szénbányák balatongyöröki üdülőjének műszaki vezetőjeként dolgozott.

### A rendszerváltás után
1989. szeptember 30-án a Demokrata Néppárt, Kereszténydemokrata Néppárt néven újjáalakult. Mint régi DNP-s képviselő az Intézőbizottság tagja lett. Az első szabad parlamenti választáson a párt Zala megyei listájának első helyén indult, mandátumhoz azonban nem jutott.
Az 1949-es ítéletet a Fővárosi Bíróság 1991-ben semmisnek nyilvánította. 2004-ben hunyt el.

## Külső hivatkozások
- Az Országgyűlés almanachja 1947-1949, 234. o.
- Kovács József szócikk. Kereszténydemokrácia Tudásbázis, Barankovics István Alapítvány